# Pilisvörösvár
Pilisvörösvár (tyska: Werischwar) är en stad i provinsen Pest i Ungern. Staden hade 14 274 invånare (2019).